# سوبتشوبي
سوبتشوبي (بالإنجليزية: Sopchoppy)‏ هي مدينة أمريكية تقع في ولاية فلوريدا. تبلغ مساحة هذه المدينة 3.9 (كم²)،ويبلغ عدد سكانها 426 نسمة حسب إحصاء سنة 2010 م 426.تشير إحصاءات سنة 2000م بأن الكثافة السكانية في هذه المدينة تقدر بـ(109.2) نسمة/كم2 